# Геммули
Геммули — гіпотетичні частинки спадковості, що забезпечують успадкування набутих організмом ознак в умоглядній «часовій теорії пангенезу»  Ч. Дарвіна (1868 р.). Рухаючись із током крові, геммули, згідно з припущенням Дарвіна, збираються в  статевих елементах, і забезпечують передачу до статевих клітин інформації щодо змін, які сталися з тілом. Однак дана теорія була в цілому відкинута після повторного відкриття  законів Менделя.
В іншому значенні, геммули — внутрішні «нирки», органи розмноження деяких  морських губок і більшості прісноводних.
В 1871 р. в своїх дослідах з перевірки наявності геммул Френсіс Гальтон (двоюрідний брат Ч. Дарвіна), переливав кров від темнофарбованих кроликів світлофарбованим, і ніякого впливу на забарвлення шерсті у потомства не виявив. Таким чином дану теорію було відкинуто. Німецький учений  А. Вейсман вважав цю теорію переносу ознак, поряд з можливістю їх перенесення через нервову систему, «фантастичною», заперечуючи тим самим і можливість наслідування змін.

Відомий біолог Олександр Марков, коментуючи гіпотезу групи австралійських імунологів, висловлює думку: 
 Якщо гіпотеза австралійських імунологів виявиться правильною, це підтвердить не лише справедливість ідей  Ламарка про спадкування набутих ознак, але і всіма забуту і віддану анафемі теорію Дарвіна про «геммули» і «пангенез». Адже саморобні РНК-віруси, що утворюються в лімфоцитах, за всіма ознаками і властивостями точно відповідають «геммулам», існування яких передбачав великий Дарвін — Успадкування набутих ознак
Крім того, результати досліджень французьких вчених, опубліковані в 2010 р., дозволяють висунути (з натяжкою) на роль геммул Дарвіна, так звані, мікровезикули — мембранні пухирці розміром від 30   нм до 1- 4   мкм, які повсюдно зустрічаються в рідких середовищах організму і до недавнього часу вважалися лише побічним продуктом життєдіяльності клітин. Однак більш точних даних щодо цього поки не існує.

## Дарвіновські геммули подолали вейсманівський бар'єр[5]
Італійські вчені вирішили перевірити, чи можуть набуті ознаки передаватися потомству за допомогою прямого переносу від соматичних до статевих клітин специфічних молекул РНК. Для цього мишам підшкірно трансплантували клітини меланоми людини з вбудованим геном зеленого флуоресцентного білка. Очікування були виправдані: молекули РНК чужорідного гену, напрацьовувані в трансплантованих клітинах, виявилися не тільки в крові піддослідних тварин, але і в їх сперматозоїдах. Таким чином, вперше наочно продемонстровано, що — як і передбачав Чарлз Дарвін у своїй теорії геммул і пангенезу і всупереч теорії про так званий вейсманівський бар'єр — генетична інформація дійсно може бути передана із соматичних клітин до статевих, принаймні у формі РНК.

## Виноски
1. ↑  Словарь иностранных слов. Архів оригіналу за 4 березня 2016. Процитовано 27 січня 2015.
2. ↑  Великанов Л. П. «Направленная изменчивость организмов и естественный отбор». Архів оригіналу за 1 червня 2008. Процитовано 27 січня 2015.
3. ↑   Марков А. От Ламарка к Дарвину… и обратно // Экология и жизнь. — 2008. — № 1.
4. ↑  Элементы — новости науки: Клетки организма общаются с помощью посланий, упакованных в микровезикулы. Архів оригіналу за 2 лютого 2015. Процитовано 27 січня 2015.
5. ↑  Романовская Т. Дарвиновские геммулы преодолели вейсмановский барьер. Архів оригіналу за 28 січня 2015. Процитовано 27 січня 2015.
6. ↑   Dias B.G., Ressler K.J. Parental olfactory experience influences behavior and neural structure in subsequent generations // Nature Neuroscience. — 2014. — V. 17. — P.89-96.
7. ↑   Rassoulzadegan M., Cuzin F. The making of an organ: RNA mediated developmental controls in mice // Organogenesis. — 2010. — V. 6. — P. 33-36.
8. ↑   Стил Э., Линдли Р., Бландэн Р. Что, если Ламарк прав? — М: Мир. 2002.